# Mary Murphy Mine

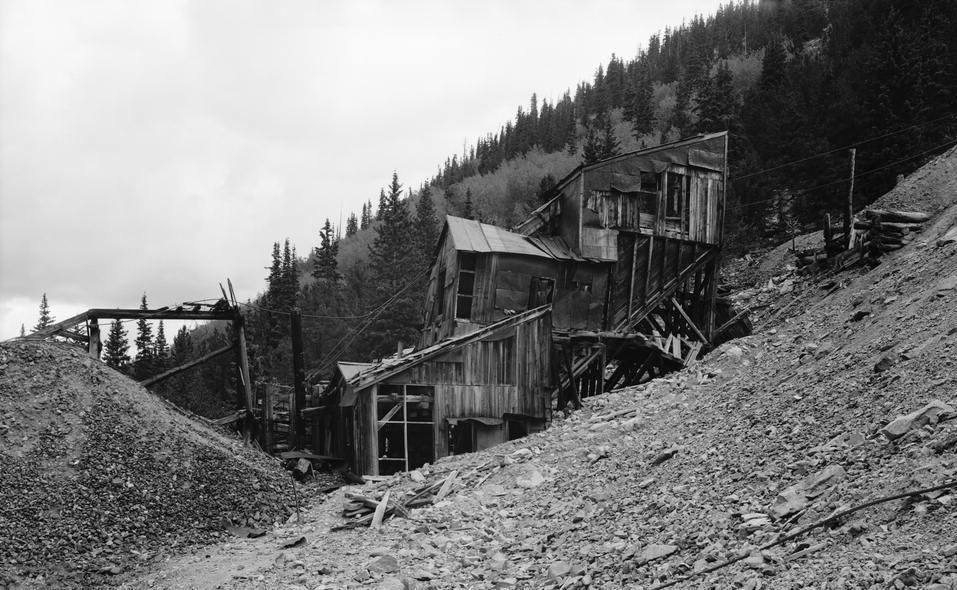
Linbanestationen vid Mary Murphygruvan, 1984

Mary Murphy Mine var den största guldgruvan i gruvdistriktet runt Chalk Creek i Chaffee County i staten Colorado i centrala USA. Mary Murphygruvan, som ligger i närheten av gruvstaden St. Elmo, var i drift från år 1870 till 1925 och producerade mer än 6 ton guld, samt stora mängder silver, bly och zink. Två linbanor gick från gruvan till staden  Romley där malmen lastades på  den smalspåriga järnvägen Denver, South Park and Pacific Railroad.
De kvarvarande byggnaderna fotograferades år 1984 genom  Historic American Engineering Records försorg och bilderna är tillgängliga via Library of Congress.
Lakvatten från den nerlagda gruvan läckte tidigare ut i bäcken Chalk Creek, som är ett biflöde till Arkansas River, men flödet har minskat sedan gruvavfallet täcktes över år 1991. Gruvområdet har använts för försök med reningstekniker för giftigt lakvatten från övergivna gruvor.